# Història de Nigèria
La història de Nigèria tracta sobre la història del territori de l'actual estat de Nigèria.

## Prehistòria

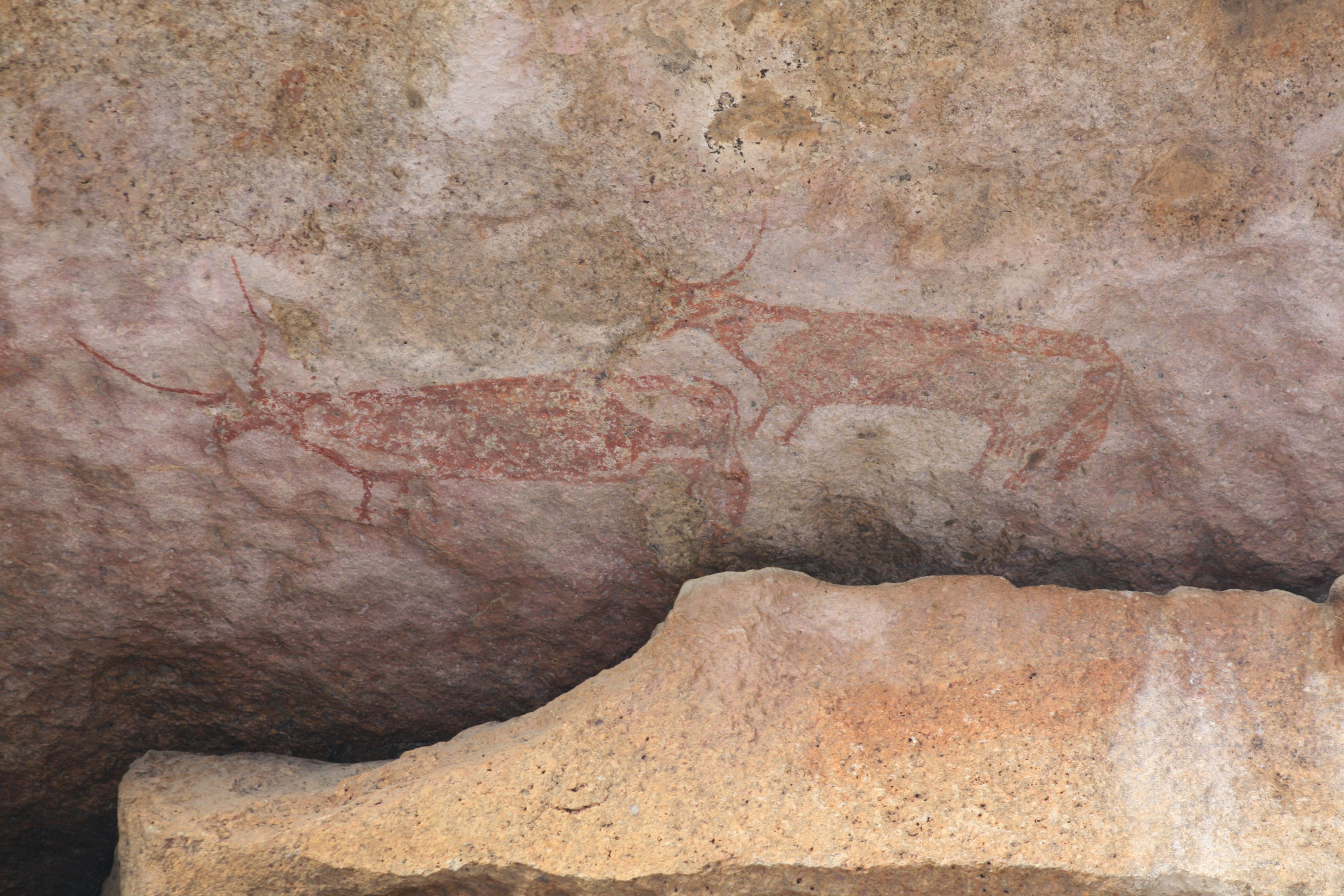
Pintura rupestre a Birnin Kudu, Jigawa

Els humans arcaics que utilitzaven eines de l'acheulià poden haver viscut a tot l'Àfrica occidental durant el chibanià almenys entre 780.000 i 126.000 BP, i almenys en 61.000 BP, ja en l'edat de pedra mitjana podrien haver començat a migrar al sud de la sabana del Sudan occidental i, com a mínim en 25.000 BP, podrien haver començat a habitar prop de la costa de l'Àfrica occidental. El període ogolià fou molt sec des de fa 20.000 anys fins fa 12.000 anys, i cap al 15.000 aC, els assentaments dels africans occidentals de l'edat de pedra mitjana van disminuir a mesura que augmentava la humitat, l'expansió del bosc de l'Àfrica Occidental i augmentava el nombre d'assentaments de caçadors-recol·lectors neolítics, i els Iho Eleru van persistir a Nigèria fins al 13.000 BP.
Els pobles tardans de l'edat de pedra mitjana que habitaven a l'Àfrica Central, Central Occidental i Occidental que utilitzaven macròlits van ser desplaçats pels neolítics africans que utilitzaven micròlits quan emigraven des de l'Àfrica Central a l'Àfrica Occidental. Després d'haver persistit fins a l'any 1000 o algun període després de l'any 1500 dC, els caçadors-recol·lectors de l'Àfrica Occidental van ser finalment aculturats i barrejats amb els grups més grans d'agricultors d'Àfrica Occidental. La canoa Dufuna a Nigèria és l'embarcació més antiga descoberta a Àfrica i, segons diverses versions, el segon o el tercer més antic conegut a tot el món.

## Edat de ferro

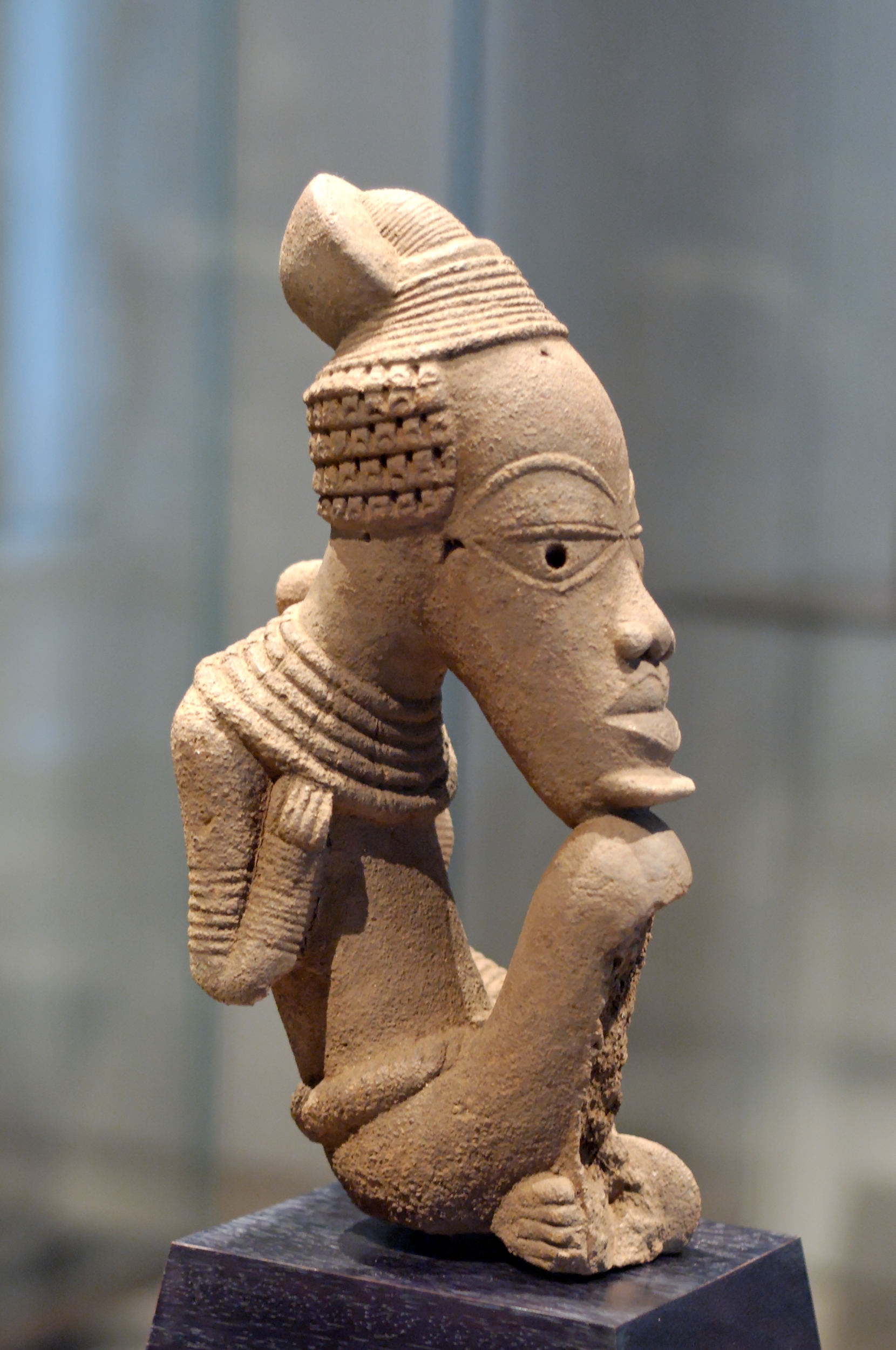
Imatge de terracota de la cultura Nok (Museu del Louvre)

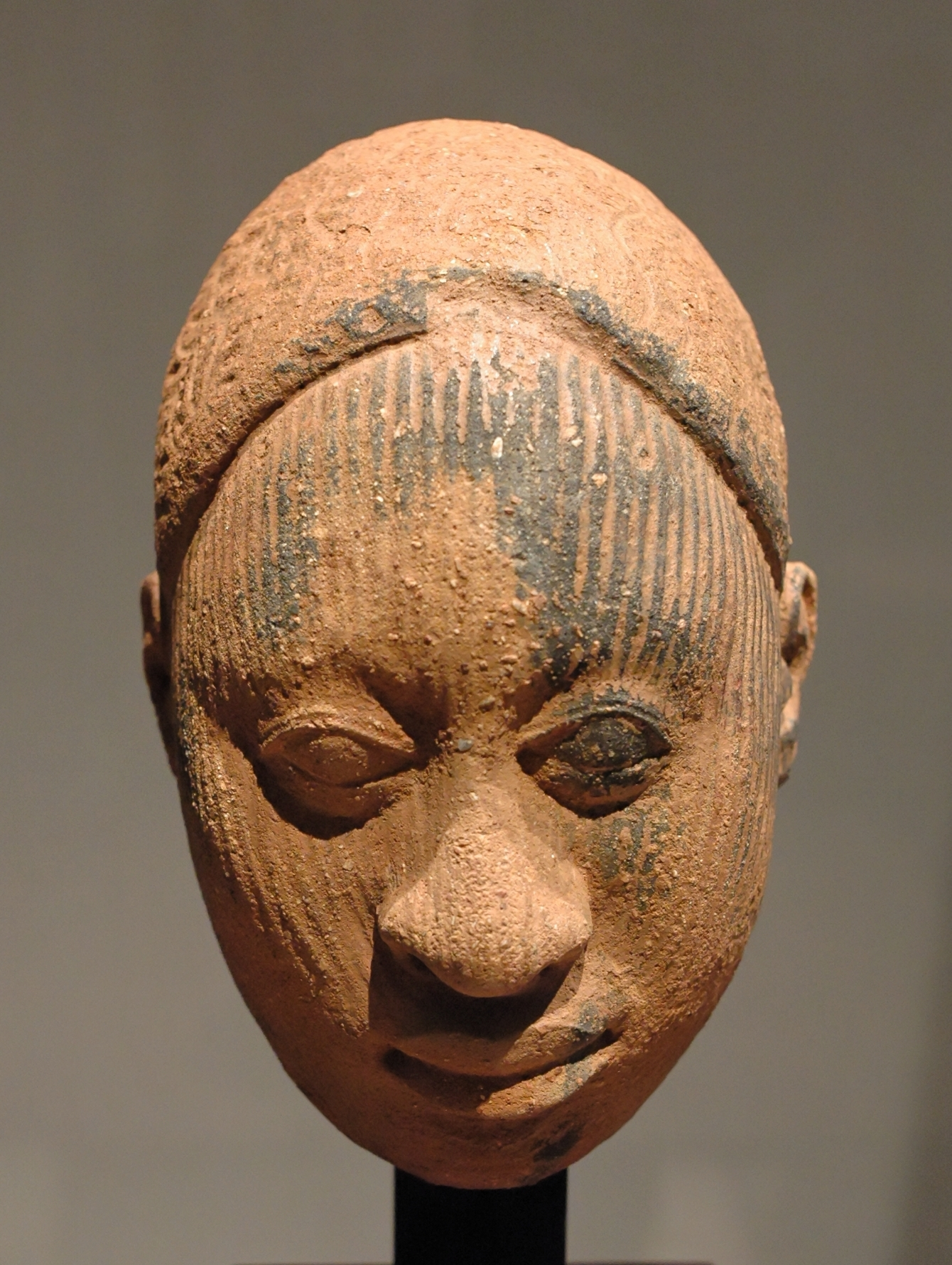
Cap masculí de terracota (cultura d'Ife, s. XII-XIV)

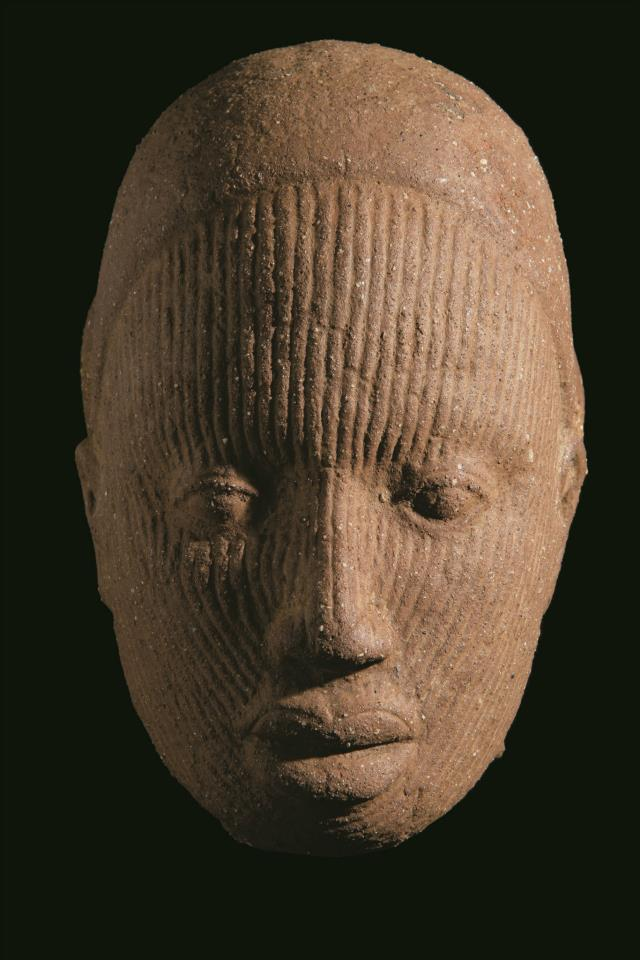
Cap de personatge femení d'Ife

La primera cultura coneguda que es va desenvolupar en territori nigerià és l'anomenada cultura Nok, que va florir entre els segles VI i I aC a la zona del riu Benue i destaca per ser una de les poques civilitzacions del món que van passar d'eines de pedra directament a eines de ferro sense haver après abans a fer eines de coure o bronze. El poble Nok i la cultura Gajiganna poden haver emigrat del Sàhara Central duent  el mill perlat i la ceràmica, divergint abans d'arribar a la regió del nord de Nigèria i establint-se als seus respectius llocs a la regió de Gajiganna i Nok. Els nok també poden haver emigrat del Sahel de l'Àfrica Occidental a la regió de Nok. La cultura nok pot haver sorgit l'any 1500 aC i va continuar persistint fins a l'1 aC, quan va desaparèixer pels canvis ambientals als que no es va poder adaptar.
Entre els anys 50 i 90, exploradors romans van emprendre tres expedicions a la zona de l'actual Nigèria. Els informes d'aquestes expedicions confirmen, entre altres coses, l'extensió geològicament del llac Txad en aquell moment i, per tant, la seva dràstica contracció en els últims 2.000 anys. Les expedicions van comptar amb el suport de legionaris i van servir principalment per a finalitats comercials. Un dels principals objectius de les exploracions era la recerca i extracció d'or, que havia de ser transportat de tornada a les províncies romanes de la costa mediterrània per terra amb l'ajuda de camells. Les tres exploracions/expedicions romanes a Nigèria van ser l'expedició Flaccus, l'expedició de Matiernus i la de Festus al riu Níger. Les monedes romanes són els únics articles europeus antics trobats a l'Àfrica central.
Entre els segles x i xiv, una nova cultura nigeriana va créixer al voltant d'Ife, ciutat sagrada del poble ioruba. Algunes característiques seves són uns bells caps humans de llautó i terracota, les admirables faccions recorden les de l'art grec del segle VI aC; aquests caps s'utilitzaven per al culte als avantpassats, especialment en les cerimònies religioses, i també en les de circumcisió dels joves. Lligat a la tradició ioruba, va sorgir cap al segle xii el Regne de Benín, al sud-oest del delta del riu Níger; el fundador va ser-ne, segons sembla, Eveka, príncep procedent d'Ife. D'allí sembla que també procedia la tècnica que va permetre el sorgiment d'un art estatuari en bronze molt estimable: caps de reis i reines, animals, baixos relleus que adornaven la façana dels palaus reials, etc. També al país ibo s'han trobat objectes de bronze i de coure que denoten l'existència d'una cultura avançada entre els segles VIII i X, l'estat ibo més antic va ser Nri, que va sorgir cap al 900 dC. Durant aquest període, la part nord del país va estar en contacte amb els veïns regnes de Ghana, Mali, Kanem-Bornu i Songhai.

## Nigèria precolonial

Mapa de l'Àfrica Precolonial

Nombroses civilitzacions africanes antigues es van establir a la regió que avui es coneix com Nigèria
El Regne de Nri es va establir a la regió al voltant de l'any 948. i la seva influència va disminuir després del començament del segle XVIII, sobrevivint empetitit i afeblit fins al 1911, quan una expedició realitzada per les tropes colonials britàniques va obligar el regnant eze Nri a renunciar al poder ritual de la religió coneguda com a ikenga, posant fi al regne de Nri com a poder polític i incorporant-lo als establiments Britànics de l'Àfrica Occidental.
La part nord del país va estar en contacte amb els veïns regnes de Ghana, Mali, Kanem-Bornu i Songhai i la barreja de la població negra sudanesa amb amazics i àrabs va originar el poble haussa, que va crear una organització política de ciutats estat (Kano, Daura, Gobir, Katsina, Zaria, Biram, Rano) dedicades al comerç de sal, or i esclaus amb els estats del nord d'Àfrica, estaven subjectes principalment a tributs a grans imperis com l'Imperi de Kanem al llac Txad, i que van arribar al seu apogeu entre els segles XV i XVII. Així, la ciutat de Kano es va convertir en un important centre comercial i va estar relacionada amb el Sudan occidental. La situació va canviar amb l'arribada dels pastors fulanis (o peuls) que, des de feia temps, havien començat a penetrar amb el bestiar en territori haussa.
L'Islam va arribar a Nigèria a través de l'Imperi de Kanem el 1086 i en els estats hausses durant el segle XI. Durant el segle XII a l'Àfrica occidental, no hi havia països específics, sinó diversos imperis, regnes i estats. La zona havia desenvolupat xarxes comercials ben organitzades amb altres "estats" africans. En aquesta època el comerç era un dels aspectes més importants de la vida. A l'àrea nigeriana hi ha uns quants grups específics, que inclouen l'Imperi Songhai, els regnes Ioruba i el Regne de Kanem-Bornu amb una petita part de l'Imperi de Mali barrejat també. El principal poble "nigerià" va ser el Ioruba, que es troba a l'actual Nigèr, que s'organitzava en tres estats/regnes; l'Imperi Ife, el Regne de Benín i el Regne d'Oyo.
L'estat d'Ife es va fundar al voltant de l'any 1100 aC a la regió sud de l'actual Nigèria. Es trobava estratègicament situat entre les zones boscoses del sud de Nigèria i les sabanes del nord, la qual cosa la convertia en un centre clau per al comerç. Ife era conegut pel seu comerç de vori, or, pebre, nous de cola i esclaus, i va romandre un estat poderós fins a l'ascens del Regne de Benín al voltant de l'any 1500 dC. Avui, al voltant d'un milió de persones s'identifiquen com "Ife" i parlen la llengua ioruba, que té les seves arrels a l'estat antic.
Al segle XIV, totes les elits governants dels estats hausses eren musulmans, encara que la majoria de la població no es va convertir fins al segle XVIII. A partir de l'any 1400, els primers documents escrits amb cartes de Nigèria es van produir al nord del país. Formaven part de l'obra missionera islàmica i estaven escrites en ajami, una escriptura basada en àrab, però complementada amb cartes especials per a les llengües locals (hausa, fula, ioruba). Els hausa van començar a escriure història, i en la Crònica de Kano, la història de l'estat hausa es remunta a l'any 999.
El cristianisme va arribar a Nigèria al segle XV amb missioners agustins i caputxins de l'Imperi Portuguès al Regne de Warri. L'Imperi Songhai també va ocupar part de la regió. A través del contacte amb els europeus van sorgir al llarg de la costa des de 1480, les primeres ciutats portuàries com Calabar, Badagry i Ubani, que van fer negocis en el comerç transatlàntic d'esclaus, entre d'altres. Els conflictes a l'interior, com la guerra civil a l'Imperi d'Oyo, van fer que constantment arribessin nous esclaus.
El 1440, Oba Ewuare, també conegut com a Ewuare el Gran, va arribar al poder i van convertir la ciutat-estat de Benin City en un imperi conquerint ciutats i pobles als regnes ekitis, Akoko, Owo, Akure i algunes altres zones dels territoris ioruba del nord-est. El Regne de Benín, malgrat el seu nom, es troba a l'actual Nigèria i va durar més de set segles i va ser governat per nombrosos reis. Al segle xv, l'Oba Ewuare va expandir el regne tant a l'oest com a l'est mitjançant conquestes ràpides. Al segle XVI, el rei Esigie va continuar ampliant el regne, tot i que això va marcar la fi del seu creixement territorial. Durant aquest període, el comerç va tenir un paper crucial en l'economia de la regió, amb els comerciants del nord intercanviant cavalls i sal per productes d'ivori, pebre i palma de les zones costaneres. Cap a finals del segle XVI, el lucratiu comerç d'esclaus amb els comerciants europeus esdevingué cada cop més important per al regne.
L'Imperi d'Oyo, situat a la part sud-oest de l'actual Nigèria, va començar com una ciutat destacada i finalment es va convertir en un vast imperi. Al segle xv, Oyo va superar l'estat d'Ife al poder, tot i que Ife va continuar prosperant com a centre religiós. El Regne d'Oyo va assolir el seu apogeu durant els segles XVII i XVIII, ampliant el seu territori fins a la costa atlàntica sud i conquerint el Regne de Dahomey, situat a l'actual Benín. Igual que l'estat d'Ife, el regne d'Oyo es va posicionar estratègicament al llarg de rutes comercials importants, facilitant el seu creixement en un vast imperi.

### Guerra fulani: El final dels estats hausses
El 1790, Osman Dan Fodio, un fulani que vivia a l'estat haussa de Gobir, va trencar amb els seus governants i va proclamar contra ells la guerra santa contra els regnes haussa, basant-se en el fet que els reis haussa eren gairebé pagans. El moviment encapçalat per Dan Fodio va implicar la substitució de les velles dinasties hausses per emirs fulanis, el més important dels quals és el Sultanat de Sokoto.
El 1793 l'alaafin d'Oyo Awole Arogangan va tractar d'assaltar el territori d'Ife per a la captura d'esclaus portant a una sèrie de guerres i conflictes interns que van portar al col·lapse a l'Imperi Oyo. El 1796, oba Awole fou destituït pel govern en una rebel·lió centrada a Ilorin iniciada per Afonja, que va conduïr a la secessió d'Ilorin. Oyo pretenia castigar la rebel·lió d'Afonja i les conversions a l'islam de l'erudit Shehu Alimi, i aquest va demanar ajuda al xeic Usman Dan Fodio, que va arrasar la capital d'Oyo el 1835. En un motí de soldats hausses,  Afonja va morir per ordre d'Alimi, i Ilorin va perdre la seva independència convertint-se l'Emirat d'Ilorin dependent del Sokoto. Ilorin va continuar expandint-se cap al sud derrotant les restes de l'Imperi Oyo a la batalla d'Ogbomosho i Oyo va col·lapsar el 1836, però l'expansió d'Ilorin fou aturada el 1838 pel Regne d'Ibadan, un estat successor d'Oyo, a la batalla d'Òsogbo.

## Nigèria colonial
La Companyia Reial de Níger va ser-hi establerta pel govern britànic el 1886. Els anglesos van anar colonitzant progressivament l'actual territori de Nigèria; per exemple, el 1893, el Protectorat d'Oil Rivers es va convertir en el Protectorat Britànic de la Costa de Níger (que el 1900 esdevingué el Protectorat Britànic de Nigèria Meridional) al qual els britànics van afegir-hi el Regne de Benín el 1897 i el 1900 els britànics van declarar un protectorat sobre la Nigèria Septentrional. En resposta al creixement del nacionalisme nigerià després de la Segona Guerra Mundial, els britànics van reemplaçar la colònia per una espècie d'autonomia amb base federal.
El nom de Nigèria va aparèixer per primera vegada en forma impresa al diari The Times el 1897. El nom va ser donat per Flora Shaw, la futura esposa del baró Lugard, un administrador britànic del segle xix.
Els diversos moviments per la independència es van veure reforçats per l'anomenada Ogu Ummunwaanyi o guerra de les dones en 1929, on les líders de les diferents comunitats es van revoltar de manera pacífica en protesta per la supressió de les estructures tradicionals (on les dones controlaven part del poder) i els recomptes de riquesa per a apujar els impostos. La dura repressió de les protestes va atiar el foc contra els colons.

## Nigèria independent
A Nigèria li va ser concedida la independència total el 1960, com una federació de tres regions, cadascuna retenint un substancial grau d'autonomia.
El 1966, dos cops d'estat successius per diferents grups d'oficials de l'exèrcit van portar al país un govern militar. Els líders del segon cop van intentar incrementar el poder del govern federal i reemplaçar els governs regionals per 12 governs estatals. Els igbos, el grup ètnic dominant de la regió oriental, van declarar la independència com la República de Biafra el 1967, seguit de persecucions en els estats del Nord que van conduir a l'extermini de 30.000 igbos. Després de la declaració d'independència de Biafra, va esclatar la Guerra de Biafra amb el govern federal. Sota els brigadiers Adekunle, Obasanjo i Murtala Mohammed, un pla d'atac sistemàtic que comprenia bombardejos aeris forts i fam, va obligar els rebels biafrenys a capitular. El 15 de gener, enfrontat a l'opció de rendir-se i a la destrucció total de la població biafrenya, Philip Effiong, cap de l'Estat Major de l'exèrcit rebel, va acceptar les condicions de rendició davant Yakubu Gowon, cap del Nord dominat pel govern federal.
El 1975 un sagnant cop d'estat va enderrocar Gowon i va portar Ramat Mohammed al poder, que va prometre el retorn del govern civil. No obstant això, va ser assassinat en un cop avortat, i va ser succeït pel seu cap d'estat major, Olusegun Obasanjo. Es va redactar una nova constitució el 1977, i es van celebrar eleccions el 1979, que van ser guanyades per Shehu Shagari.
Nigèria va retornar al govern militar el 1983, per un cop que va establir el Consell Suprem Militar com el nou ens governador del país. El cap M. K. O. Abiola va guanyar l'elecció presidencial del juny del 1993, que va ser cancel·lada pel govern militar del general Ibrahim Babangida. Es va establir un govern nacional interí, encapçalat pel cap Ernest Shonekan. El govern va ser declarat il·legal i inconstitucional per una Alta Cort, i el general Sani Abacha va assumir el poder. Va empresonar el cap M. K. O. Abiola i va saquejar el Tresor Nacional. Moltes persones van ser assassinades durant el règim de Babangida i Abacha, entre els més notables n'hi ha Ken Saro-Wiwa. Ken Saro-Wiwa va ser un periodista conegut i respectat internacionalment, el seu assassinat va sacsejar molt el món del periodisme. La seva família va anar a judici i va aixecar càrrecs contra el govern nigerià a través de l'Organització de les Nacions Unides.
El règim del terror d'Abacha va arribar a la fi quan va morir sobtadament i el 1998 Abdulsalami Abubakar es va convertir en líder del Consell Governant Provisional. Va aixecar la suspensió de la constitució del 1979 per alliberar el cap M. K. O. Abiola, el guanyador de l'elecció del 1993 abans que aquest últim morís al juliol del 1998, fet que els pèrits mèdics van atribuir inicialment a causes naturals; més tard, aquesta mort va ser considerada produïda per substància verinosa. Els casos de la Cort des de la mort d'Abiola han portat a la llum que va ser enverinat.

## Quarta República
Després de la mort del dictador Sani Abacha el 1998, el seu successor, el general Abdulsalami Abubakar, va iniciar la transició que va anunciar el retorn de Nigèria al govern democràtic el 1999, aixecant la prohibició d'activitats polítiques i alliberant els presos polítics van ser alliberats. Es va dissenyar una nova constitució abandonant el sistema parlamentari en favor d'un un sistema presidencial. Es van formar partits polítics (Partit Democràtic Popular (PDP), Partit dels Pobles de Nigèria (ANPP) i Aliança per a la Democràcia (AD)) i es van fixar eleccions per a l'abril de 1999.
El 1999 Nigèria va triar Olusegun Obasanjo com a president en les seves primeres eleccions en 16 anys. Obasanjo i el seu partit van guanyar també les turbulentes eleccions del 2003. L'èxit del somni democràtic a Nigèria presenta seriosos dubtes després de l'assassinat del que va ser ministre de justícia, Bola Ige, un advocat per la pau, la justícia i l'obertura política, i en particular per les eleccions legislatives i presidencials del 2007, que van presentar irregularitats, i per una sèrie d'enfrontaments que van provocar diversos morts. La presidència d'Obasanjo va durar de 1999 a 2007.
Després dels intents fallits de modificar la constitució per allargar el seu mandat, Olusegun Obasanjo no es va presentar com a candidat de les eleccions de 2007. El candidat Umaru Yar'Adua va ser elegit president, càrrec que va mantenir fins a la seua mort al 2010. El seu successor Goodluck Jonathan, va continuar amb la presidència fins a l'any 2015. Muhammadu Buhari va ser triat president i es va mantenir en el càrrec fins 2023, on es va programar un nou procés electoral.
L'any 2023 es va realitzar un procés electoral en el qual Bola Tinubu va ser el candidat més votat (36.61% dels vots) del partit "All Progressives Congress"; front a Atiku Abubakar (29.07%) del "Peoples Democratic Party"; Peter Obi (25.4%) del "Labour Party", i Rabiu Kwankwaso (6.23%) del "New Nigeria Peoples Party", entre d'altres. Fins a 18 candidats es van presentar a les eleccions de Nigèria.

## Història recent
En els últims anys la història de Nigèria s'ha caracteritzat pels enfrontaments violents entre musulmans i cristians, sobretot per l'enfrontament entre el nord, de majoria musulmana, i el sud, de majoria cristiana, que amenaça l'estabilitat i la unitat de l'estat.
Un dels casos més mediàtics els darrers anys ha sigut, el segrest de 276 nenes per part de Boko Haram el 2014. Aquestes van ser segrestades pel grup gihadista mentre assistien a l'escola del poble de Chibok, al nord-est de Nigèria. Algunes han sigut alliberades o han aconseguit escapar al llarg d'aquest anys, però al voltant d'un centenar continuen en mans del grup Boko Haram. Aquest fet va marcar en gran manera el fi de la presidència de Goodluck Jonathan.
Al llarg del 2024, l'actual president Bola Tinubu ha realitzar diverses reformes econòmiques que han aixecat protestes arreu del país. En moltes zones s'han tornat violentes, amb morts, ferits i més de 700 protestants arrestats.